# Allackerbeere
Die Allackerbeere (Rubus arcticus), auch (Schwedische) Ackerbeere, Arktische Brombeere, Himbeere sowie Nordische Himbeere, Brombeere und Zwerghimbeere sowie Polarhimbeere oder Mammure genannt, ist eine Art der Gattung Rubus.

## Beschreibung
Die dornenlose mehrjährige Pflanze wird etwa 10 bis 30 cm hoch. Die Stängel sind locker, fein behaart.
Die wechselständigen, gestielten Blätter sind dreizählig bis -lappig bis fast ganz. Die sitzenden bis kurz gestielten, spitzen bis stumpfen Blättchen oder die Blätter sind gröber bis feiner, teils doppelt, gesägt bis gezähnt. Die Blättchen sind eiförmig bis verkehrt-eiförmig, manchmal leicht gelappt, unterseits etwas behaart und oberseits fast kahl. Die gelappten oder fast ganzen Blätter sind ei- bis herzförmig. Der lange Blattstiel ist fein behaart. Es sind krautige, oft abfallende Nebenblätter ausgebildet.
Die meist zwittrigen Blüten erscheinen meist endständig und einzeln, selten zu zweit bis dritt. Die gestielten, leuchtend roten bis purpurnen Blüten mit doppelter Blütenhülle sind etwa 15 bis 25 mm groß, die meist 5 bis 8 oder mehr Kronblätter sind manchmal gezähnt und genagelt. Der teils drüsige, grün-rötliche Kelch ist becherförmig verwachsen und außen behaart bis kahl mit meist 5 bis 8 oder mehr, schmalen, spitzen Zipfeln. Die vielen ungleichen, eingebogenen Staubblätter sind relativ kurz. Es sind bis über 20 kurze, oberständige und mehr oder weniger behaarte Stempel auf dem leicht konvexen Blütenboden vorhanden. Es sind Nektarien vorhanden.
Im Juni und Juli bildet die Ackerbeere sehr wohlschmeckende fleischige, rote, bis etwa 1 Zentimeter große eiförmige bis rundliche, noppelige Früchte, Sammelfrüchte mit beständigem Kelch. Die kleinen, einzelnen Steinfrüchte stehen locker zusammen. Vegetativ vermehrt sie sich über Ausläuferbildung.
Die Chromosomenzahl beträgt 2n = 14.

## Verbreitung
Die Allackerbeere kommt im Norden Eurasiens (Finnland, Nordschweden, Nordnorwegen und Nordrussland) sowie in Nordamerika, China, Korea und der Mongolei vor. In Nordamerika ist sie auch unter dem indianischen Namen „Nagoonberry“ bekannt. Sie bevorzugt Moore mit nassen bis feuchten torfigen Böden.
Die Allackerbeere wird gelegentlich mit der Moltebeere (Rubus chamaemorus) verwechselt, die im gleichen Lebensraum vorkommt. Die Moltebeere ist durch ihre fast immer weißen Blüten, ihre in reifem Zustand gelborangen Beeren und ihre anders geformten Blätter jedoch gut von der Allackerbeere zu unterscheiden.

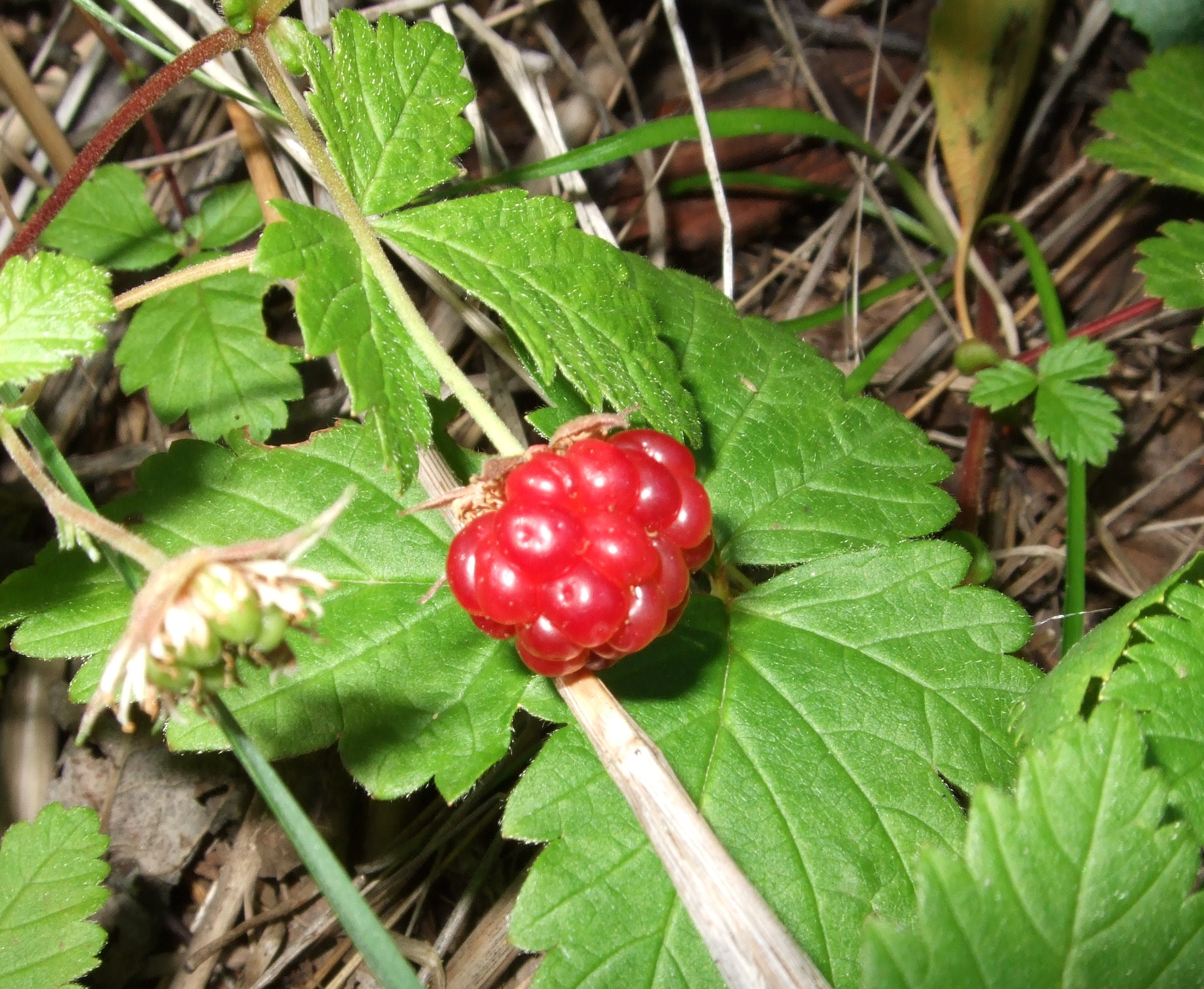
Frucht der Allackerbeere

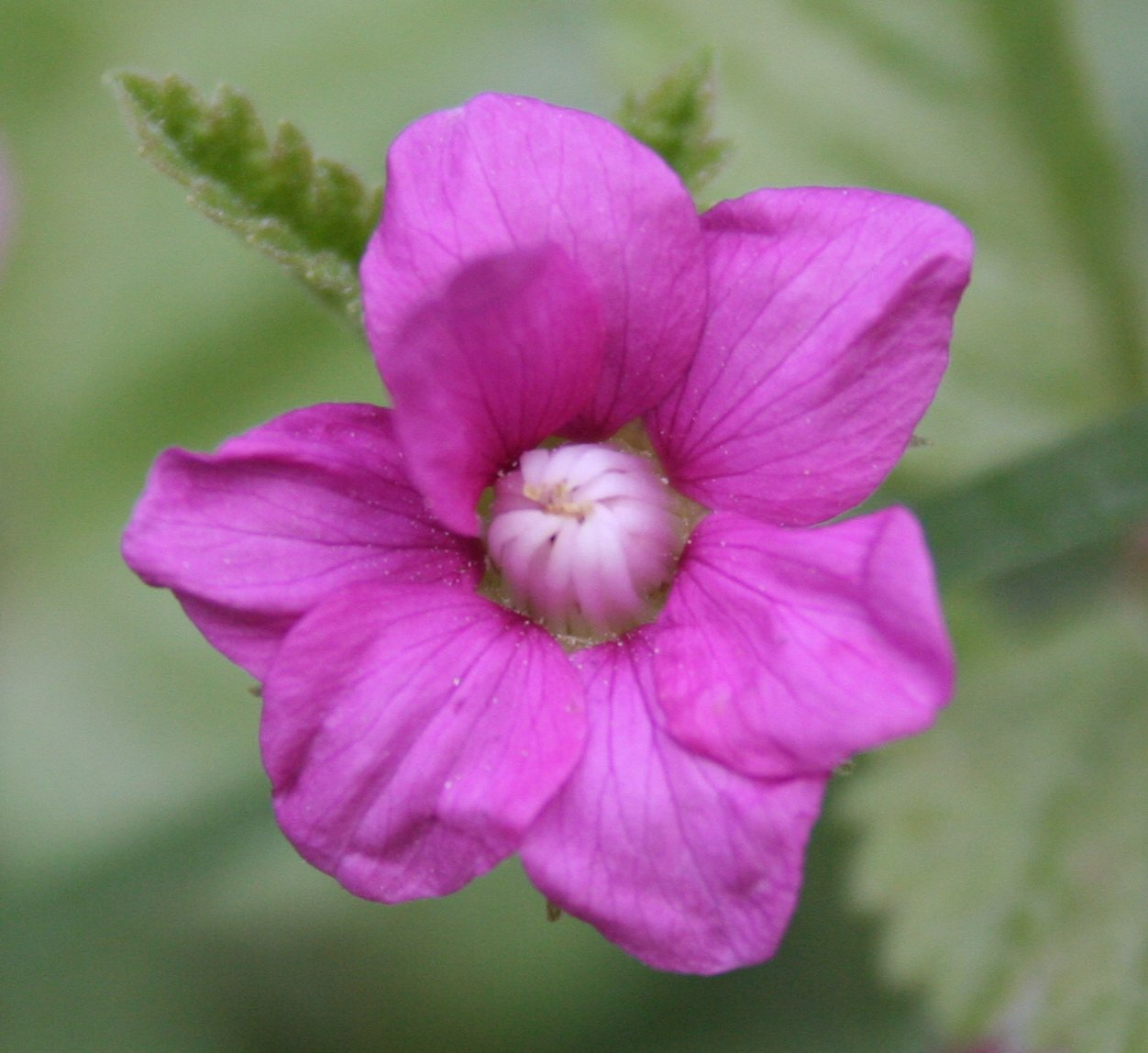
Einzelblüte

## Unterarten und Varianten
- Rubus arcticus subsp. arcticus: Vom nordwestlichen Kanada, Alaska über Nordasien nach Westrussland bis ins nördliche Europa, Mongolei, nordöstliches China, Japan. Hier sind die Petalen nicht genagelt.
- Rubus arcticus subsp. stellatus (Sm.) B.Boivin: eine vor allem in Alaska und Nordwest-Kanada bis nach Ostrussland beheimatete Unterart; wurde früher als eigene Art angesehen und als Rubus stellatus bezeichnet. Hier sind die Blätter gelappt bis fast ganz.

- Rubus arcticus subsp. acaulis (Michx.) Focke: eine in weiten Teilen von Kanada und Alaska bis in die nordwestlichen USA und Michigan zu findende Unterart; wurde früher auch als Rubus acaulis bezeichnet

- Rubus × stellarcticus (G.Larss.) H.E.Weber, auch Rubus arcticus var. stellarcticus:  eine in Schweden entstandene kultivierte Variante der Schwedischen Ackerbeere und wurde aus einer Kreuzung mit einer Nordamerikanischen Unterart (subsp. stellatus) gezüchtet